# توکسوفلاوین
توکسوفلاوین (به انگلیسی: Toxoflavin) یک ترکیب شیمیایی با شناسه پاب‌کم ۶۶۵۴۱ است. شکل ظاهری این ترکیب، جامد زرد روشن است.